# アンジャッシュ
アンジャッシュは、プロダクション人力舎所属のお笑いコンビ。1994年デビュー。略称は、アンジャ。『爆笑オンエアバトル』（NHK総合）第5代目チャンピオン。ともに東京都八王子市出身。
コンビ名の由来はJoy（喜）、Angry（怒）、Sad（哀）、Happy（楽）の頭文字を並べた「JASH」に否定を表す接頭辞の「UN」をつけた物で、「喜怒哀楽がない」といった意味である。

## メンバー
児嶋 一哉（こじま かずや、1972年7月16日（53歳） - ）
黒沢清監督の映画『トウキョウソナタ』で役者デビューした。
渡部 建（わたべ けん、1972年9月23日（52歳） - ）
基本的にボケとツッコミは分かれていないが、一部のコントで児嶋がボケ、渡部がツッコミを担当している。

## 来歴
ヒロミの妹の同級生だった児嶋がヒロミに弟子入りを希望したもののヒロミが独立直後であったことと、その元所属事務所に養成所ができることになったことを理由に断られ、かわりにその養成所に入学することを薦められたのが児嶋個人の芸能界入りのきっかけである。そこで1993年、渡部は大学2年時に東京都立日野高等学校の同級生だった児嶋から「一緒にお笑いをやらないか」「お前しかいない」と誘われ、大学の遊びも落ち着いていた時期だったこともあり面白そうだと考えて快諾、現在のコンビを結成する（しかし、後に児嶋から「実は5人目に（渡部を）誘っていた」ことを打ち明けられている）。
初舞台はブッチャーブラザーズ主催の「アーバン寄席」。スクールJCA出身コンビ第1号ということもあり出世が早く、同世代の芸人たちよりもテレビへの露出は結成当初から多かった。
1999年から開催された『爆笑オンエアバトル』では常連出演者であり、『爆笑オンエアバトル チャンピオン大会』には第1回から出場、2003年に第5回チャンピオンとなる。しかし『オンバト』時代は他の出演番組がなくライブではいつもウケるのに借金は膨らんでゆくという状況で、一時は解散も過ぎったほどの苦しい時期だった。2003年放送開始の『エンタの神様（日本テレビ）』への出演をきっかけに仕事が安定するようになる。
2020年6月9日、渡部が自身のスキャンダルを理由に芸能活動の自粛を申し入れたため、コンビ活動は事実上休止となったが児嶋や関係者は解散について「ない」と否定した。
2022年2月、渡部が芸能活動を再開。『白黒アンジャッシュ』（千葉テレビ）の2月15日放送回がコンビ活動再開後初のコンビでのテレビ出演となった。
2022年2月22日放送の『白黒アンジャッシュ』にて、立ち位置を今までと逆の渡部が左、児嶋が右にすること、大久保佳代子（オアシズ）に考案してもらった決めポーズを毎回すること、「大島さん」「児嶋だよ！」のいじりの流れの後には「スケベさん」「渡部だよ！」といじり返すことなどを決め「新生アンジャッシュ」として活動することが決まった。しかし、児嶋は引き続きピンで地上波テレビへの出演はあるものの、コンビでの出演と渡部のピンによる出演は再開されていない。

## 芸風
コント専門で、「すれ違いコント」もしくは「勘違いコント」と呼ばれる手法を十八番としている。これは互いに何らかの誤解を抱えたまま会話が進行し、話がかみ合わないままエスカレートするというものであり、この手法について太田光（爆笑問題）は「シェイクスピアの喜劇のような、勘違い、誤解、言葉遊びだ」「よく出来ていて、初めて見た時はこれほど達者だったのか、と驚いた」「実にスマートなコントだった」、立川談志は「うん、これは見事ですよ。実にいい」といずれも高く評価している。児嶋曰くこの手法は、「アーバン寄席」でかつて名倉潤（ネプチューン）が在籍していた『ジュンカッツ』が演じていた、それぞれ別々に電話している二人の発話が変にかみ合ってしまうというネタを参考にしたものだという。
ボケが不在のコントを得意としていることもあって、脚本を邪魔しない個性（デブやハゲなどの普段からのキャラに依存しない中肉中背の印象がある二人の組み合わせ）が二人の強みと言われることが多い。また、脚本の9割がたが完成してからどちらの役をどちらが演じるかを決めることも多い（渡部と児嶋が入れ替わっても成立するネタとなっていることが多かったため）。ただ、活動自粛前までの長い年月をかけて次第に「いつも飯食ってるグルメ気取り」と「すべりキャラ」のコンビという分類の先入観で見られるようになっていった、と渡部は自虐している。
アンタッチャブル山崎が児嶋をいじりすぎて、児嶋に舞台の緞帳が下がった瞬間に殴られる事件などもあり、かつて渡部は児嶋をいじらないように周囲に本気で依頼していた。その後、隠していた児嶋が天然で切れやすいというキャラが世間の脚光を浴びるにあたって、一時期は渡部は「じゃないほう芸人」のような扱いを受けるようになった（このころのことを、正確には渡部が先にキャラが売れたこともあり、「じゃないほう”じゃないほう”芸人」だったと渡部は自称している）。
ネタによっては2人以外の脇役が起用される集団劇になることもある。過去には事務所の後輩であるいけだてつや、早出明弘、コメディユニット『山田ジャパン』の女優・羽鳥由記などが参加した。
「すれ違いコント」は彼らの代名詞とも言える芸風となっており、渡部の活動自粛中に児嶋が出演した2020年8月19日放送の『水曜日のダウンタウン』（TBSテレビ）では「すれ違いコント、今ならしれっと自分のものに出来る説」として3組のコンビが新ネタの「すれ違いコント」を用意して披露する『キングオブすれ違いコント』が開催された。

## 爆笑オンエアバトル
- 初オンエアは499KBでトップ通過であった。このときはバケツの計量に誤差があったためか[注 3]、オーバー500を達成できなかった。この記録は歴代で彼らと坂道コロンブスのみしか達成していないが偶然にも坂道コロンブスもアンジャッシュが初オンエアを果たした回に出場して499KBを獲得し、一度に499KBが2組出た非常に珍しい回となった。
- 17回のオンエア中8回がオーバー500、10回がトップ通過、3回連続トップ通過を2度経験しオンバト挑戦者の中では無類の強さを誇っていた。また、2000年度と2002年度は共に自己最高となる529KBを記録しており、どちらの年度も年間最高KBとなっている。
- 1999年10月30日放送回にて彼らの中で最低KBの345KB以外のオンエアでは、440KB以下を下回ったことは一度もなかった。なお、この回が彼らにとって唯一の5位通過でのオンエアとなる。
- 歴代チャンピオンの中でコントを披露しての優勝は彼らのみであり、ファイナルにて850KBでの優勝は歴代で最も少ないKB数での王者である[注 4]。なお、この記録は審査員が200人制となった第4回チャンピオン大会以降においては、セミファイナル・ファイナル両方含めても歴代最少得点のトップ通過である[注 5]。

### 記録
- 戦績17勝3敗 最高529KB 5代目チャンピオン・ゴールドバトラー認定
- 第1回チャンピオン大会 決勝3位
- 第2回チャンピオン大会 予選6位敗退
- 第3回チャンピオン大会 決勝4位
- 第5回チャンピオン大会 ファイナル1位（チャンピオン）
- 第6回チャンピオン大会 ファイナル4位

## DVD
- アンジャッシュベストネタライブ「キンネンベスト」
- アンジャッシュ〜クラダシ〜
- アンジャッシュ単独ライブ〜THIRD EYE：開〜
- アンジャッシュネタベスト
- アンジャッシュ「五月晴れ」
- 爆笑オンエアバトル（アンジャッシュ9ネタ収録）
- 白黒アンジャッシュ1〜5
- アンジャッシュのタイツくん〜男のたしなみ〜ON盤
- アンジャッシュのタイツくん〜男のたしなみ〜OFF盤

## 出演

### バラエティ番組

#### 現在のレギュラー番組
- 白黒アンジャッシュ（2004年10月7日 - [注 6]、千葉テレビ）

#### 過去のレギュラー番組
- OFJ〜The way of Dragon〜
- 教えて!ウルトラ実験隊（テレビ東京）
- ゴッターニ!（東海テレビ）
- ジャスト（TBSテレビ）
- 真夜中の王国04〜爆笑オフエアバトル〜（NHK BS2）
- お元気ですか日本列島 （NHK総合）「ハツラツ道場」リポーター
- 不幸の法則（日本テレビ） - VTR出演が終わってからも何度かゲスト出演をしている
- M'zip （千葉テレビ）
- ミンナのテレビ （日本テレビ）
- メンB（日本テレビ）
- 千円の食卓（テレビ朝日）
- ポップジャム（NHK総合）
- 商店街の達人（NHK BS2）
- 歌笑HOTヒット10→ウタワラ（日本テレビ）
- 今田ハウジング（日本テレビ）
- モテル・カルフォルニア（GyaO）
- みんなのウマ倶楽部（フジテレビ）
- アンジャッシュのビールで乾杯!信州○ごといただいちゃいます。（長野朝日放送）
- メガPOPキッス（TVK） - レポーターとして
- アンデュ（中京テレビ）
- バカヂカラ（TOKYO MX）
- 情報満喫バラエティ 週末にしたい10のこと!（日本テレビ）
- 東京留学（フジテレビ）※渡部は出演、児嶋はナレーション
- アッコにおまかせ!（TBSテレビ）※準レギュラー
- Good Job!会社の星（NHK教育テレビ）
- ココロ部!（NHK教育テレビ）
- 名医のTHE太鼓判!（TBSテレビ）
- 所さんの学校では教えてくれないそこんトコロ!（テレビ東京） - ※隔週→毎週出演、渡部の不祥事以来児嶋のみの出演
- 王様のブランチ（TBSテレビ、渡部：2017年4月1日 - 2020年6月6日、児嶋：2018年4月7日 - 2023年9月30日）

#### その他出演番組
- アメトーーク!（テレビ朝日）
- イエヤス（CBCテレビ）
- 爆笑BOOING（1994年、関西テレビ）
- 新品部隊（フジテレビ）
- 赤坂お笑いオールスターライブ（TBSテレビ） テレビデビュー
- オールナイトフジR（フジテレビ）
- 今夜もハレホレ（TBSテレビ）
- ハレホレバーレスク
- GAHAHA王国（テレビ朝日）
- じょんのび
- ウモクビ
- お笑いサバイバル（日本テレビ）
- 嗚呼!バラ色の珍生!!
- 踊る!さんま御殿!!（日本テレビ）
- 金のA様×銀のA様
- 第54回NHK紅白歌合戦 - はなわ・テツandトモの応援。
- 第56回NHK紅白歌合戦 - T.M.Revolutionの曲紹介。
- 志村けんのバカ殿様（フジテレビ）
- 笑点（日本テレビ）
- 速報!歌の大辞テン（日本テレビ）
- ダウンタウンDX（日本テレビ）
- 登龍門F（フジテレビ）
- 虎の門（テレビ朝日）
- 爆笑オンエアバトル（NHK総合）
  - 1999年5月15日放送分 ウサギとカメ
  - 1999年5月29日放送分 プロポーズ
  - 2000年4月1日放送分 告白の相談
  - 2001年2月10日放送分 高校入試の面接
  - 2001年3月17日放送分
  - 2001年3月31日放送分
  - 2002年5月25日放送分 芝居の打ち合わせ
  - 2002年9月14日放送分 交通安全キャンペーン
  - 2003年3月15日放送分
  - 2003年3月22日放送 第5回チャンピオン大会ファイナル 野球の誘い／ネコの家出
  - 2004年1月9日放送分 防災訓練キャンペーン
- ボキャブラ天国（キャッチコピーは青梅街道の蒼い星→冷血サイボーグ）
- 笑いの金メダル（朝日放送）
- なるトモ!（讀賣テレビ）
- スタジオパークからこんにちは（NHK総合、2005年11月16日・2008年6月4日）ゲスト出演。
- ジャイケルマクソン（毎日放送）
- 快傑えみちゃんねる（関西テレビ、関西ローカル）
- バニラ気分!（フジテレビ）
- やりすぎコージー（テレビ東京）
- Ya-Ya-yah（テレビ東京）
- 怒りオヤジ3（テレビ東京）
- 明石家さんちゃんねる（TBSテレビ）
- ウンナン極限ネタバトル! ザ・イロモネア 笑わせたら100万円（TBSテレビ、2005年1月3日）※深夜時代に登場、4thステージ敗退。
- 笑いがいちばん（NHK総合）
- 女神のハテナ（日本テレビ）
- お笑い芸人歌がうまい王座決定戦スペシャル（フジテレビ）
- お笑い芸人大忘年会（日本テレビ）
- 関口宏の東京フレンドパークII（TBSテレビ）
- 笑・神・降・臨（NHK総合）
- 爆笑レッドカーペット（フジテレビ） - キャッチコピーは「ショート始めました」
- 爆笑レッドシアター（フジテレビ）
- 人志松本のすべらない話（フジテレビ）
- 人志松本の○○な話（フジテレビ）
- ネプリーグ（2006年4月17日-フジテレビ）
- 99プラス（日本テレビ）
- 元祖!大食い王決定戦（テレビ東京）
- プライスバラエティ ナンボDEなんぼ（関西テレビ）
- グータンヌーボ（関西テレビ）
- オレワン→G★ウォーズ（フジテレビ）
- 満天☆青空レストラン（日本テレビ）
- もしもツアーズ（フジテレビ）
- 乃木坂って、どこ?（テレビ愛知、2012年5月13日）
- 密室謎解きバラエティー 脱出ゲームDERO!→宝探しアドベンチャー 謎解きバトルTORE!（日本テレビ）
- 1億人の大質問!?笑ってコラえて!（日本テレビ）
- おもいッきりDON!（日本テレビ）※2009年11月18日、パネリストとしてゲスト出演。
- エンタの天使（日本テレビ） - 2010年3月24日（第15回）にて児嶋のみ、キャッチコピーは「おバカ軍隊の隊長」。元々は『エンタの神様』の番組中で収録されたものだったが、未放映だったためこちらで放送。
- スポーツ大陸（NHK BS1、NHK総合） - 渡部のみ・ナレーション
- CIRCUS CIRCUS（J-WAVE） - 2人の地元である八王子の回に出演。八王子市出身の有名人代表をFUNKY MONKEY BABYSにとられてしまったことや、売れる前は八王子市内の公民館などもネタ合わせに利用していたことなどを話した。
- 雑学王（テレビ朝日）
- (株)世界衝撃映像社（フジテレビ）
- 幸せの黄色い仔犬（中京テレビ） - 2011年11月12日、ゲスト出演
- 竹中直人の大人の笑い（BS日テレ） - 2012年9月6日、新作コント「クレーム処理」
- アノ大学の天才おバカさん研究所（TBSテレビ） - 2012年10月9日
- JOYnt!（群馬テレビ） - 2013年、白黒アンジャッシュとコラボ出演。
- エンタの神様（日本テレビ系列）2003年7月19日放送- ‐ キャッチフレーズは「コント仕掛けのスペシャリスト」だった。
  - 2003年7月19日放送分 しりとり面接
  - 2003年9月13日放送分 誰だっけ
  - 2003年9月20日放送分 劇団のスポンサー
  - 2003年10月11日放送分 友達の母親と結婚
  - 2003年10月18日放送分 バカAD
  - 2003年10月25日放送分 間違えた贈り物
  - 2003年11月1日放送分 殺しちゃった
  - 2003年11月8日放送分 会話が偶然
  - 2003年11月15日放送分 ザ・ご対面
  - 2003年11月22日放送分 キュータ君
  - 2003年11月29日放送分 感動のエピソード
  - 2003年12月6日放送分 年賀状
  - 2004年1月31日放送分 彼女の浮気
  - 2004年2月7日放送分 通販番組
  - 2004年2月14日放送分 お笑い事務所に泥棒が
  - 2004年3月13日放送分 演技はホモネタで
  - 2004年5月1日放送分 娘さんをください
  - 2004年5月8日放送分 同業者
  - 2004年5月22日放送分 映画のCM
  - 2004年6月5日放送分　鉢合わせ
  - 2004年6月19日放送分 ぶつかった二人
  - 2004年8月14日放送分 失恋自殺
  - 2004年9月4日放送分 友の為に不良役
  - 2004年9月18日放送分 漫才にスポンサー
  - 2004年11月6日放送分 お見合い
  - 2004年11月20日放送分 サブローの思い出
  - 2005年1月29日放送分 新婚旅行の写真
  - 2005年2月12日放送分 社長の葬式
  - 2005年2月19日放送分 恋の悩みと家庭教師
  - 2005年3月5日放送分 奇妙なメール
  - 2005年4月16日放送分 仲の悪いコンビ
  - 2005年6月4日放送分 声が出なかった
  - 2005年7月16日放送分 障子を隔てて
  - 2005年8月6日放送分 トレインくん
  - 2005年8月20日放送分
  - 2005年10月15日放送分 社員旅行の写真
  - 2005年10月22日放送分 隣りの部屋
  - 2005年11月12日放送分 浮気疑惑
  - 2005年12月3日放送分 結婚式のリハーサル

### CM
- 任天堂『スターフォックス64』（1997年）
- 資生堂『uno』（2005年）
- ミニストップ『宇治抹茶ソフト』（2006年）
- スクウェア・エニックス ニンテンドーDSソフト『ファイナルファンタジーIII』（2006年）

### ドラマ
- 天使のお仕事 第11話（1999年）
- バリューナイトフィーバー内ドラマ（2005年11月19日、26日）
- 『CHANGE』 第3話（2008年5月26日） - テレビ局員役
- 『ツナガルココロ 〜3つの愛の物語〜』（2007年9月29日）渡部→カフェの店長・本島卓也役 児嶋→高校教師・姫野達郎役
- 『ぬくみ〜ず7』渡部→サラリーマン役 児嶋→ホラー映画監督役

### 劇場アニメ
- コウノトリ大作戦!（2016年11月3日、日本語吹替版） - 渡部→コウノトリ・ジュニア 役、児嶋→トーディ 役[17]
- それいけ!アンパンマン かがやけ!クルンといのちの星（2018年6月30日） - 渡部→だだんだん 役、児嶋→ゴロンゴロ 役[18]

### ミュージックビデオ
- Sowelu 『I Wonder』（2007年1月）※顔全体はほとんど映っていない。

### ライブ
- 陣内智則presents JIN-X（ジンクス）（2010年5月23日）ルミネtheよしもと

## 単独ライブ
1997年
- 7月15日 - 「Joy! Angry! Sad! Happy!」

1998年
- 8月7日 - 「Fashionable and Nice」

1999年
- 7月18日 - 「Are we cool?」
- 12月21日 - 「2000年問題」

2000年
- 6月28日 - 「さわやかな風ときれいな水」
- 11月23日（勤労感謝の日） - 「児ジちゃんケンちゃんごきげんライブ」

2001年
- 7月10日 - 「21世紀のJoy! Angry! Sad! Happy!」
  - 1997年の「Joy! Angry! Sad! Happy!」のリバイバルライブ。同じコントを21世紀のアンジャッシュが演じたらどうなるかというコンセプト。

2002年
- 8月15日 - 「アンジャッシュのおかえりなさい」
  - 開催時期がお盆なので、帰省したような感覚で見られるライブというコンセプト。

2003年
- 8月25日、8月26日 - 「THIRD EYE:開」
- 9月30日 - 「Have a good time with you and me!」
  - アンジャッシュメルマガ会員限定ライブ

2004年
- 10月30日 - 「柿くへば鐘が鳴るなりアンジャッシュ」
  - 秋に単独ライブをしたことが無かったので秋に開催した。秋っぽいコントをテーマに開催。

2005年
- 3月30日 - 「卒業おめでとう」
  - 2005年卒業の高校生のみを招待してライブを行った。学園コントをテーマに開催。
- 4月5日 - 「入学おめでとう」
  - 2005年入学の高校生のみを招待してライブを行った。学園コントをテーマに開催。

2006年
- 7月15日 - 「肩と腰」
  - 渡部が肩と腰を痛めたためこのタイトルになった。

2007年
- 6月15日 - 「5人目の渡部」
  - 児嶋がコンビを組む人物を探していて渡部に声をかけたのが5人目だったため、このタイトルになった。児嶋へのサプライズとして1人目に声をかけた同級生が出演した。

2008年
- 1月8日 - 「あけましておめでとうございます。今年もよろしくお願いします。」
  - 2人は紋付袴で登場、正月という事で冒頭に漫才を披露した。漫才を披露したのは初めて。

2009年
- 6月27日 - 「キンネンベスト」
  - 今までに演じたことがあるネタの中からベストなネタを選び、再演した。
- 8月18日 - 「トウキョウアンジャッシュ」
  - 児嶋が『トウキョウソナタ』に出演したためこのタイトルになった。俳優・映画をテーマに開催。

2011年
- 5月8日 - 「五月晴れ」

## 著書
- ザッツ「アンジャッシュ」メント（2005年9月、講談社、ISBN 978-4062130929）[19]